# Salvador Páramo y López
Salvador Páramo y López (Madrid, 14 de mayo de 1828 - Madrid, 25 de abril de 1890) fue un escultor español especializado en imaginería durante la segunda mitad del siglo XIX. Ocasionalmente pintó algún cuadro que se encuentra referenciado por el Museo del Prado. Gran parte de su obra desapareció o fue destruida a raíz de los saqueos e incendios anticlericales que se produjeron masivamente en Madrid en los periodos de abril de 1931 y julio de 1936.

## Biografía
El que llegaría a ser conocido como el último imaginero madrileño, nació en la calle de Santa Isabel de Madrid, uno de los cuatro hijos de Nieves López del Pozo e Hilario Páramo y Torres, empleado en la Dirección de Loterías de la Real Casa.
Salvador se formó en la Academia de Bellas Artes de San Fernando, donde se conserva un dibujo de su examen de ingreso, en 1847. Aprendió los rudimentos del arte de la imaginería con José Tomás -maestro de Mariano Bellver (padre)-, en cuyo taller permaneció hasta poco antes de su matrimonio. Se casó el 8 de enero de 1858 en Madrid con Carmen Aguilar y Vela, que daría a luz trece hijos, de los que le sobrevivieron seis. Su hijo mayor Salvador fue General Ingeniero de la Armada y su hija Pilar se casó con el discípulo de su padre, Ángel Zamorano Alcaide. Además tuvieron a Concepción, Miguel, Loreto e Hilario. Ramona murió con 6 años de sarampión.
Al separarse de Bellver, Páramo se estableció en la calle del Oso, de donde se trasladó luego a la calle de Embajadores, donde nacieron casi todos sus hijos, y en 1881 a la plazuela de San Javier, dónde murió víctima de una afección cardiaca en la primavera de 1890, a los 61 años de edad. Fue enterrado en la Sacramental de San Justo en Madrid.
No salió de Madrid más que en un corto viaje a Ávila, llamado para restaurar la mano de Santa Teresa de los Carmelitas. No se mezcló en política ni frecuentó la Academia de San Fernando. Solo participó en la Exposición Nacional de 1862, con una Purísima que se conserva en el panteón de la familia Beltrán de Lis, en el cementerio de San Isidro. También esculpió un gran Cristo de cuatro clavos para el panteón del general Narváez en Loja. El modelo en barro está en posesión de un descendiente del escultor.

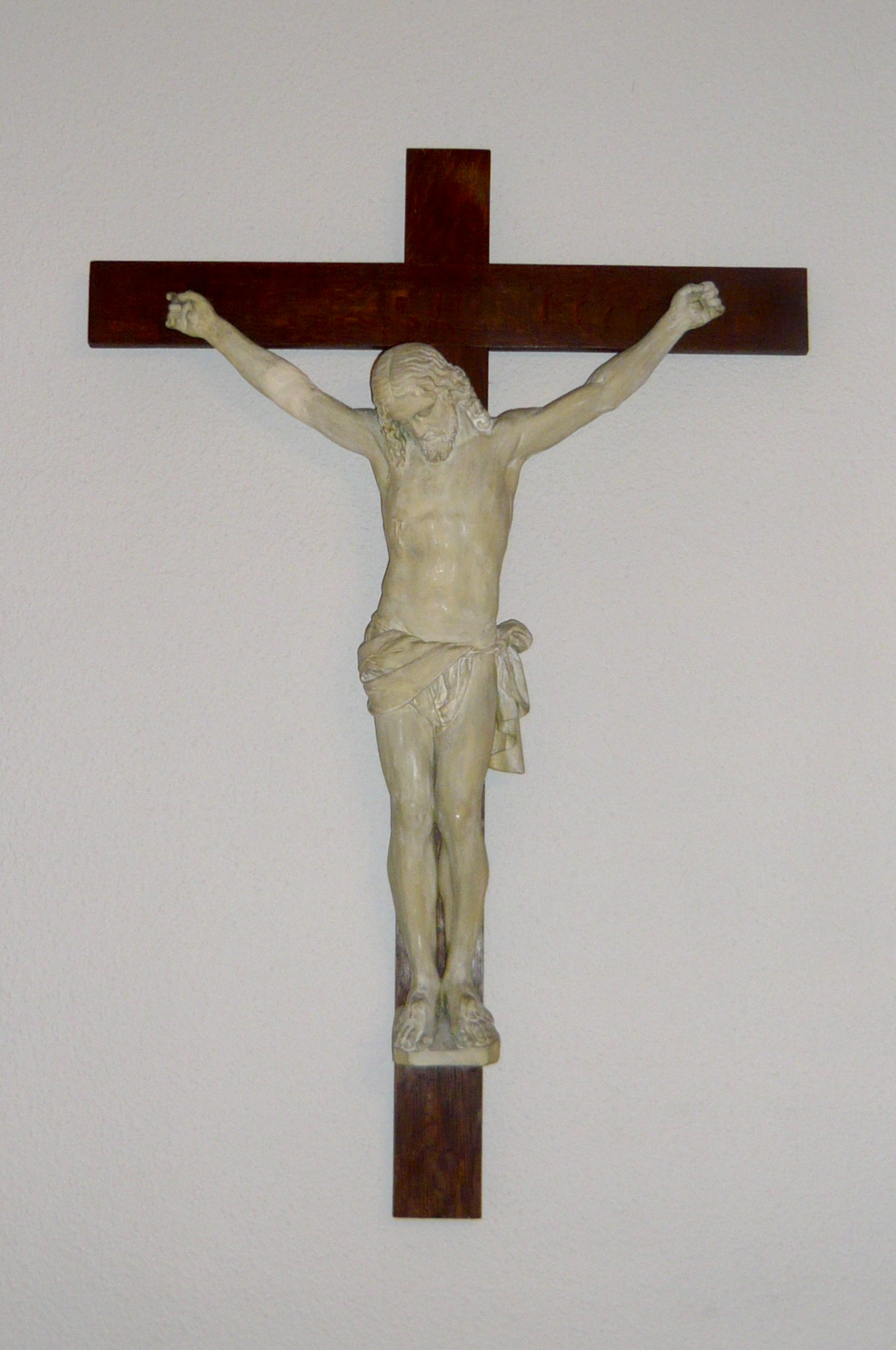
Cristo modelo de cuatro clavos.

## El taller del imaginero
La manufactura de las obras de Páramo fueron fruto del taller familiar. Los ropajes de las imágenes, o detalles de hábil artesanía como las pestañas, eran confeccionados por su mujer e hijas. También contaba con ayudantes de distinta categoría, desde el carpintero, ocupado en desbastar los leños, hasta el oficial formado, al que confiaban las obras de poca importancia y la primera mano de las obras de empeño. Tuvo como discípulos a Ángel Zamorano Alcaide y Celestino García y Alonso. Copiando del natural, el imaginero usó como modelos más frecuentes a sus propios hijos. Además de la obra propia también realizaba restauraciones sobre tallas ajenas.

### Proceso de su imaginería
Toda imagen de regular importancia se empieza por modelarla en barro (estos modelos de barro los conservó casi en su totalidad su discípulo y yerno Ángel Zamorano). Después se procede a pasarla a madera mediante la saca de puntos, trabajando sucesivamente en el leño, el desbastador, el oficial y el maestro, que da los últimos toques. Terminada la talla, se pinta directamente la imagen o se obtienen su policromía por medio del estofado y encarnado, que es lo más general. Páramo practicaba esto último con fórmulas tradicionales muy ensayadas, y sus obras se distinguen además por la buena conservación, por la calidad de las maderas y a la perfecta disposición del ensamblaje con el uso acertado de “lienzas” o lañas de tela, encoladas sobre las líneas de juntura. También trabajaba en modelos populares hechos en barro y pintados artesanalmente como un modelo de Sagrado Corazón muy popular por su calidad y economía.

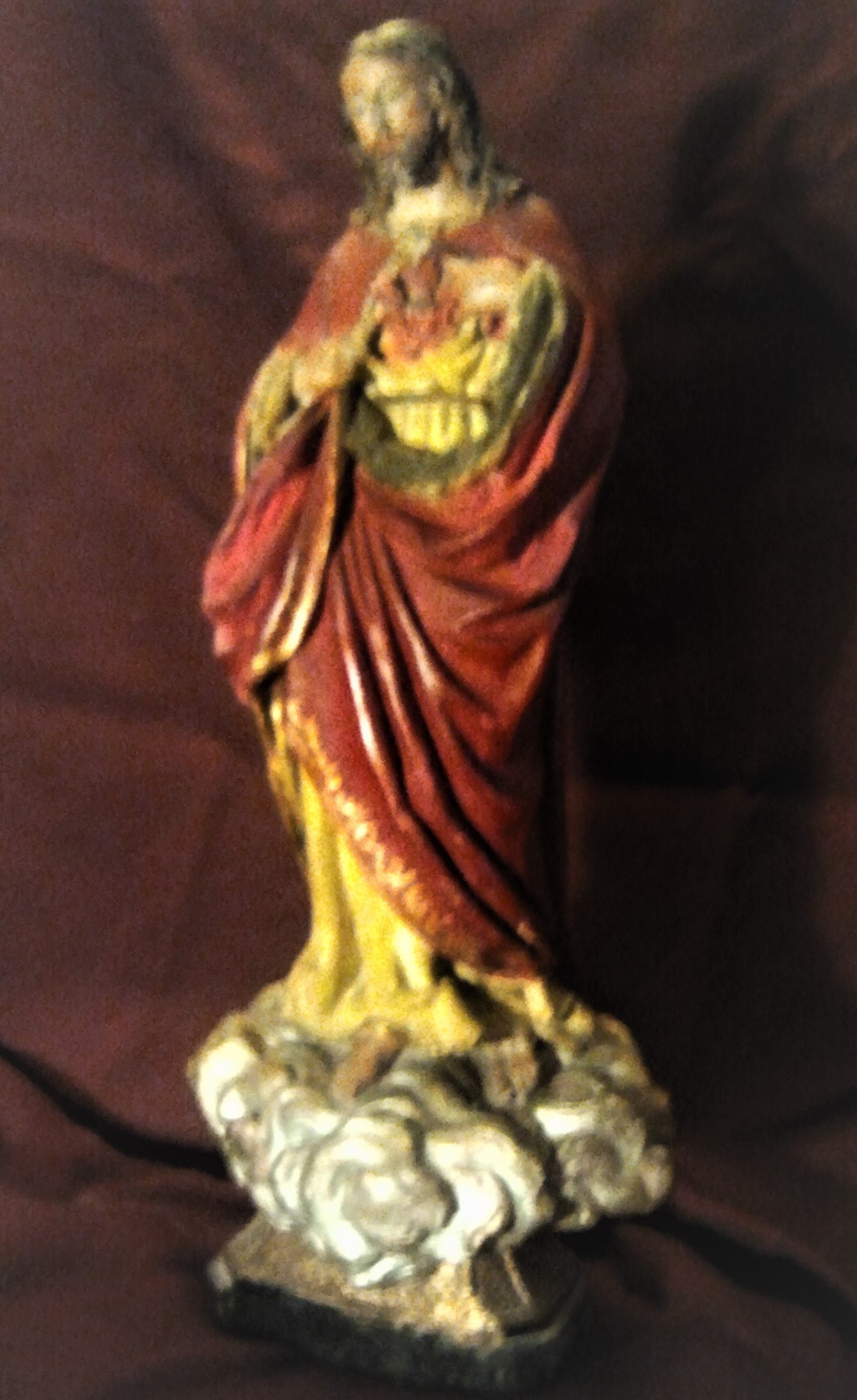
Páramo: Sagrado Corazón en barro pintado de media vara.

A pesar de la intensidad y calidad de sus obras, las cantidades cobradas eran modestas conforme se desprende de las cuantías recibidas entre 1860 y 1889 que ascienden a poco menos de un millón cien mil reales por casi treinta años de trabajo.
Páramo también trabajó el marfil, dejando referenciadas siete obras en este material: un Niño Jesús, tres Cristos y un San Antonio. Las obras de Páramo fueron exclusivamente religiosas, a excepción de unos guerreros japoneses hechos en 1878 y por los que recibió 4.000 reales.

## Inventario incompleto de sus obras
Escultura
Se calcula que las obras originales más importantes de Salvador Páramo suman cerca de 250; entre las más significativas que destaca Juan de Mata en su artículo de 1927, cabe mencionar:
- Purísima, modelo de la llamada “de los confiteros”, en la iglesia de la Santa Cruz (Madrid).
- Virgen de la Salud, en el balneario de Archena (Murcia).
- Virgen de la Saleta para San Cayetano en Madrid (destruida en el incendio del templo en la Guerra Civil).

Entre las referidas por la Enciclopedia “Espasa”, destaca la imagen de Nuestra Señora del Amor Hermoso, conservada en San Lorenzo el Real (Burgos).
Pintura
- Ruinas con San Pablo predicando (copia de Giovanni Paolo Panini). Óleo sobre lienzo, 96 x 62 cm. Museo del Prado.

Obras documentadas por Juan de Mata, pero en paradero desconocido son:
- La Virgen, Santa Ana y el Niño en una guirnalda.
- Dos figuras alegóricas en una guirnalda de flores y frutas.
- Personajes conversando en unas ruinas clásicas.